# Ourapteryx cordifera
Ourapteryx cordifera är en fjärilsart som beskrevs av Louis Beethoven Prout. Ourapteryx cordifera ingår i släktet Ourapteryx och familjen mätare. Inga underarter finns listade i Catalogue of Life.